# Belinda Bedekovic
Belinda Bedekovic est une joueuse de keytar croate.
Elle est surnommée « najbrži prst na klavijaturama » (« le doigt le plus rapide du clavier »).
Elle a fait une apparition dans le film Borat,.
Elle a écrit une chanson pour Zlatko Dalić, le sélectionneur de l'Équipe de Croatie de football ayant atteint la finale de la coupe du monde 2018.